# Fronteira Bangladesh–Mianmar
A fronteira entre Bangladexe e Mianmar é a linha que se estende por 193 km no sentido nordeste-sudoeste, ao norte de Mianmar, separando o país do território de Bangladexe. A linha divisória vai da tríplice fronteira, ao norte, entre os dois países e a Índia, estado de Mizorão. Estende-se até o litoral do golfo de Bengala, próximo a Cox's Bazar (Bangladexe) e Sittwe (Mianmar).
Essa fronteira, bem como a de Mianmar com a Índia, data de 1937, quando a Birmânia (antiga denominação do Mianmar), se separou da Índia, enquanto ambas eram ainda colônias britânicas.
Como resultado do Conflito Ruainga, os refugiados ruaingas (rohingya) usam a fronteira para atravessar de Mianmar para Bangladexe. Bangladexe e Mianmar concordaram em fechar suas fronteiras durante o súbito afluxo de refugiados ruaingas. No lado de Mianmar da fronteira, no distrito de Maungdaw, 80 por cento da população é ruainga.